# Betta fusca
Betta fusca — тропічний прісноводний вид риб з родини осфронемових (Osphronemidae), підродина макроподових (Macropodusinae).
Betta fusca була офіційно описана Т. Ріганом у 1910 році на основі двох зразків зібраних паном Мортоном (англ. W. Morton) на Суматрі. Назва fusca латинського походження, вона означає «темна», від чорного кольору плавців у препарованих зразків. 2005 року вид був переописаний, для нього був визначений лектотип.
Належить до групи видів Betta pugnax, яка включає B. pugnax, B. fusca, B. schalleri, B. prima, B. enisae, B. pulchra, B. breviobesa, B. stigmosa, B. lehi.
Наразі існують сумніви, чи вид насправді існує. Ймовірно, що під назвою B. fusca в торгівлі акваріумними рибами імпортується B. raja або інші члени групи B. pugnax.

## Опис
Максимальний розмір 8,2 см загальної довжини. Стандартна (без хвостового плавця) довжина двох досліджених 2005 року зразків становила 53,1 і 59,7 мм. Загальна довжина становить 138,6 % стандартної.
Тіло відносно міцне, його висота на рівні початку спинного плавця становить 30,9-31,7 %, а висота хвостового стебла 19,2-20,4 % стандартної довжини. Голова відносно велика, ромбічна, якщо дивитися на неї згори. Довжина голови становить 33,2-33,8 % стандартної довжини, висота — 59,7-69,8 % її довжини. Спинний та анальний плавці розташовані в задній частині тіла. Предорсальна (до початку спинного плавця) довжина становить 68,5-70,2 %, а преанальна (до початку анального плавця) 49,0-50,3 % стандартної довжини.
У спинному плавці 0-2 твердих і 7-8 м'яких променів (всього 8-9), в анальному 0-1 твердий і 23-25 м'яких (всього 24-25), у хвостовому 16 променів, у черевних плавцях по 1 твердому та 5 м'яких, в грудних плавцях по 12 променів. Довжина основи анального плавця становить 47,8-51,4 %, довжина основи спинного плавця 13,7-13,9 %, довжина черевних плавців 38,6-39,2 % стандартної довжини. Спинний та анальний плавці загострені на кінцях. Хвостовий плавець ланцетоподібний, центральні промені подовжені. Черевні плавці округлі з довгим ниткоподібним променем, грудні плавці округлі.
29 лусок у бічній лінії. Хребців 29-30.
Спина та верхня частина голови темно-коричневі, черево світліше, його забарвлення від коричневого до жовтого. На голові добре помітна темно-коричнева коротка поздовжня смуга, що проходить через око. В самців задня частина зябрових кришок темно-коричнева, майже чорна. Луски на тілі мають позаду темно-коричневу до чорного облямівку, більш помітну на череві. У самок та молодих рибок уздовж тіла проходять дві смуги, на хвостовому стеблі присутня невиразна цятка. На зябрових кришках та на горлі можна побачити зеленкуватий лиск.
Плавці коричневі, на спинному присутні поперечні смуги. Грудні плавці безбарвні, лише біля основи темнуваті. Черевні плавці коричневі, з безбарвним ниткоподібним другим променем.
Самці мають ширшу голову, в зрілих самок проти сильного світла можна побачити яєчники.

## Поширення
Вид відомий лише з околиць міста Медан (Північна Суматра, Індонезія). Орієнтовна територія поширення становить 8 км². Оригінальний опис виду називає типовою місцевістю Betta fusca Суматру та вказує, що типові зразки зібрав В. Мортон. Точна місцевість невідома, але Мортон зібрав свою колекцію навколо Медана. Були зроблені спроби зібрати свіжий матеріал з району Медана, але вони не мали успіху. Останній раз Betta fusca ловили тут у 1950-х роках, всі колекції риб, зібрані у цьому районі протягом останніх років не містять Betta fusca. Існує велика ймовірність того, що вона вже могла вимерти в дикій природі.
Зразки, зібрані далі на південь, у провінціях Ріау та Джамбі, й визначені як Betta fusca, насправді можуть належати Betta raja або якомусь іншому виду. Риби з Сінгапуру, Джохору та острова Лангкаві, позначені як B. fusca, насправді виявились B. pugnax.
Параметри води в місці проживання виду становили: pH у межах 5,5-7,0; твердість до 12 °dH; температура 22-26 °C.

## Розмноження
Betta fusca нереститься в типовий, для видів бійцівських рибок, що інкубують ікру в роті, спосіб. Самець з ікрою усамітнюється в затишному місці біля поверхні води. Приблизно за 2 тижні він випускає з рота вже повністю сформованих мальків.

## Утримання в акваріумі
Риб, відомих під назвою Betta fusca, тримають парами або невеликими групами в акваріумах на 30-100 літрів і більше. Вони повинні мати схованки. Параметри води не критичні, показник pH може бути в межах 5,5-7,0, твердість 12,0 °dH, температура 22-26 °C.
З настанням нерестового періоду смужки на боках в самки стають блідими, а черево набуває кремового кольору. У самців посилюється зелене забарвлення на зябрових кришках, а забарвлення тіла стає насиченим червоно-коричневим. Самка є активною стороною під час нересту. Вона вибирає затишне місце й підштовхує до нього самця. Спаровування відбувається в обіймах, ікринки відкладаються порційно. Після кожного акту самка ротом збирає ікринки й випльовує їх самцеві. Весь процес нересту може тривати 2-3 години. Після завершення самка відпливає трохи вбік й декілька днів захищає самця, що виношує потомство, тоді втрачає до нього інтерес. Інкубаційний період триває 12-18 днів. Самцеві може знадобитись кілька нерестів, перш ніж він триматиме ікру протягом повного терміну.